# 総合政策学
総合政策学（そうごうせいさくがく）とは社会問題を総合的に解決するための方法を研究する学問、具体的問題の構造の把握と解決のためのビジョンとミッションと達成方法の提案を目的とした実学重視の学問体系のこと。

## 総合政策学の特徴

### "総合"とは
「総合」は「多様な知識と英知を統合した「実質的な知」を抽出し活用する能力」の育成を指す。従来型の縦割り・深掘り型・細分型・積み上げ型で「学問的真理を追究」する還元主義的パラダイムではなく、学問をホリスティックアプローチをもって再構築しようと試みている。単なる学際教育や教養教育を目指すものではない。政策の本質的理解のために必要な各学問の理念・基本理論、人々の根底にある歴史・文化・宗教や哲学観まで学ぶことで、問題の本質と複雑にからみあうシステムに対する総合解決法を考えることを意図している。

### "政策"とは
上記の「統合知」を前提に、現代社会をめぐる様々な問題を解明し、その対策や回避・緩和方法を考え、新たな制度設計を目指すしていることに、総合政策学の学問分野としての特徴がある。慶應義塾大学はそのような政策・ポリシー群を「問題解決のための処方箋」と表現している。
「政策」の対象となる問題は、政策シンクタンクや公務員が担う公共政策における政策提言や政策立案だけでなく、コンサルタントや一般企業などが守備範囲とする市場における問題解決、自治型社会に向けたNPO・住民・地方自治体が取り組む地域社会の問題、ファシリテーターが守備範囲とする組織内の問題など多岐にわたる。現在の社会の姿を多様な見方をもって伝え、議論されている様々な「あるべき社会とその達成方法」を根拠を持って中立的併記し、世に意思決定を問い続けるという意味では、ジャーナリズムも「政策」に対する役割を期待されている。

## 総合政策学教育が目標とすること
さまざまな関連した学問を総合し、それらから実質的な知を抽出する方法を学ぶことを目標とした学問体系が模索されている。
- 様々なレベルにおける社会的・経済的・政治的な問題の理解
- 倫理規範にのっとった現実的な解の集合の樹立

## 問題解決フェーズ

### ビジョンの構想・課題発見
未来予測・現状把握・課題設定
- これから何が起こるのか・問題は何か・本質は何か

問題の特定・適切な課題設定・配慮すべき要素の特定
- これから何のために何をめざすのか、本当にそれを目指すべきなのか、その実現のために配慮考慮すべきことは何か

### 問題の構造化・ミッションの構築
問題の構造化・論点整理・仮説づくり・関係者の価値観と利害の整理と理解・個別政策手段の検討
- これから何を為すべきか、マトリックスの作成、人の行動や行動の結果を変えるためにどう環境を変えるか、何を変えれば達成が可能か

### 提案・実施・評価・デバッグ
政策の提案、合意形成、実施、評価、評価のフィードバック、現場からのフィードバックの反映、改善。
- 個別プロジェクトの実行・合意形成・管理・改善

## 関連分野

### 基幹学問分野
- 意志決定論
- ガバナンス論
- 合意形成論
- 公共政策学
- 行政学
- 国際協力学
- 環境政策学

### 関連学問分野
| - 新しい古典派経済学 - ミクロ経済学・環境経済学・限界原理 - 法哲学（法実証主義・ハーバート・ハート） - 法経済学（Law-Economics） - システムズシンキング - 政策科学 - 経営学 - 金融工学 - 財政学 - 社会心理学 - 都市計画 - 交通計画 - 行政改革論 | - 自治型社会論 - オープンソース論 - 政治学 - 統計学 - サービス産業論 - 比較文化学 - 思想/宗教学 - 地域研究 - 環境運動論 - 安全保障論 - 政策過程論 - リスク論 - 法制度学 | - メディア論 - 国際組織法 - 文化人類学 - 社会調査論 - 環境学 - 公共哲学 - 社会工学 - 情報コミュニケーション学 - ジャーナリズム論 - 情報リテラシー - 計量分析 - フィールドワーク - 自律分散型組織論 |

## 関連職種・資格・試験

### 関連職種
- ファシリテーター
- シンクタンク
- コンサルティング
- NPO
- ジャーナリスト
- 国家公務員
- 地方公務員
- 政策プランナー

### 資格・試験
- 国家公務員試験I種
- 国会議員政策担当秘書試験
- 高等学校教諭免許（公民）
- 中学校教諭専修免許状（社会）